# Алексеевка (Липецкий район)
Алексе́евка — село Васильевского сельсовета Липецкого района Липецкой области. 

## История
Известно с 1797 г. 

## Название
Название — по имени владельца Алексея Викулина.

## Инфраструктура
Улицы — Зеленая, Крайняя, Лесная, Мещанка, Новая, Приовражная и Садовая.

## Население
| 1859 | 1897 | 2010 | 2012 |
| ---- | ---- | ---- | ---- |
| 1140 | ↘642 | ↘151 | ↗153 |